# Казанская, Людмила Николаевна
Людмила Николаевна Казанская (2 февраля 1932 - 19.01.1999) — российский учёный в области технологии хлебопекарных, макаронных и кондитерских продуктов, член-корреспондент ВАСХНИЛ (1988).

## Биография
Родилась в г. Велиж Смоленской области. Окончила Ленинградский государственный университет (1955).
В 1955—1960 лаборант, старший лаборант (1956), ассистент (1957) Ленинградского СХИ.
С 1960 года работала в Ленинградском (Санкт-Петербургском) отделении НИИ хлебопекарной промышленности: старший научный сотрудник (1960—1964), заведующая лабораторией биохимии и микробиологии (1964—1971), директор (1972—1999).
Специалист в области технологии хлебопекарных, макаронных и кондитерских продуктов. Основные исследования посвящены изучению биохимии и микробиологии ржаных заквасок.
Кандидат биологических наук (1960), доктор технических наук (1983), профессор (1985), член-корреспондент ВАСХНИЛ (1988).
Награждена медалями «За доблестный труд. В ознаменование 100-летия со дня рождения Владимира Ильича Ленина» (1970), «Ветеран труда» (1983) золотой медалью ВДНХ (1982).
Автор (соавтор) более 150 научных трудов, из них около 30 книг и брошюр. Получила 20 авторских свидетельств и патентов на изобретения.
Сочинения:
- "Что есть хлеб?" / Л. Н. Казанская ; С.-Петерб. фил. Гос. науч.-исслед. ин-та хлебопекар. пром-сти (СПб фил. ГосНИИХП). - СПб. : Береста, 2004 (ИПК ООО Береста). - 146 с. : ил., портр.; 20 см.; ISBN 5-98052-036-8 (в обл.)
- Исследование процесса накопления кислотности в пшеничных полуфабрикатах и готовой продукции [Текст] : (Обзор) / Л. Н. Казанская, Н. Д. Синявская ; Центр. науч.-исслед. ин-т информации и техн.-экон. исследований пищевой пром-сти М-ва пищевой пром-сти СССР. - Москва : [б. и.], 1971. - 32 с.; 21 см.
- Опыт работы промышленности по производству ржаных сортов хлеба на жидких заквасках [Текст] : (Обзор) / Л. Н. Казанская, О. Ф. Гурина, П. М. Плотников ; М-во пищевой пром-сти СССР. Центр. науч.-исслед. ин-т информации и техн.-экон. исследований пищевой пром-сти. - Москва : [ЦНИИТЭИпищепром], 1974. - 50 с.; 20 см.
- Химическая природа и возможные пути улучшения вкуса и аромата хлеба [Текст] : (Стенограмма доклада... на семинаре работников хлебопекарной пром-сти) / Канд. биол. наук Л. Н. Казанская ; Под ред. А. Г. Егоровой. - Ленинград : [б. и.], 1962. - 52 с.; 22 см. - (Хлебопекарная промышленность/ Ленингр. отд-ние О-ва по распространению полит. и науч. знаний РСФСР. Ленингр. дом науч.-техн. пропаганды. Ленингр. отд-ние ЦНИИ хлебопекарной пром-сти).
- Сборник рецептур и технологических инструкций по приготовлению хлебобулочных изделий с использованием ржаной муки / Рос. союз пекарей, Гос. науч.-исслед. ин-т хлебопекар. пром-сти. С.-Петерб. фил.; [Принимали участие: Л.Н. Казанская [и др.]. - СПб. ; М. : ППИ, 2000. - 183, [2] с. : табл.; 20 см.